# Benny Harris
Benny Harris (New York, 23 april 1919 - San Francisco, 11 mei 1975) was een Amerikaanse jazztrompettist van de Modern Jazz.

## Biografie
In 1939 speelde Harris eerst samen met Tiny Bradshaw, in 1941 en 1943 dan in het orkest van Earl Hines. Hij was een constante grootheid in de 52nd Street van begin jaren 1940 en was betrokken bij veel jamsessies (waaronder in Minton's Playhouse), waar hij speelde met Benny Carter, John Kirby, Coleman Hawkins, Don Byas en Thelonious Monk. Van 1944 tot 1945 was Harris lid van de band van Boyd Raeburn. Als componist van Ornithology, Crazeology, Reets and I (vaak gespeeld door Bud Powell) en Wahoo, waaraan het nummer Perdido ten grondslag lag, speelde Harris vanaf midden jaren 1949 niet veel meer. Hij was tijdens deze periode betrokken bij plaatopnamen van Don Byas, Clyde Hart en Charlie Parker. In 1949 speelde hij kort met de Dizzy Gillespie Big Band en trad hij in 1952 op met Charlie Parker. Daarna verhuisde hij naar Californië en was hij niet meer actief als muzikant.

## Overlijden
Benny Harris overleed in mei 1975 op 56-jarige leeftijd.